# Thalipeeth
Le thalipeeth est un pain plat salé multi-céréales populaire dans l'ouest de l'Inde, en particulier dans le Maharashtra. La farine du thalipeeth, appelée bhajanee, est préparée à partir de céréales, de légumineuses et d'épices grillées. Les ingrédients comprennent des céréales comme le riz, le blé, le bajra et le jowar), des légumineuses comme le chana et l'urad) et des épices, le plus souvent des graines de coriandre et de cumin. Lors de la préparation de la pâte, d'autres ingrédients comme l'oignon, la coriandre fraîche, d'autres légumes et des épices sont ajoutés. Le thalipeeth est généralement servi avec du beurre (de préférence fait à partir de lait de buffle d'eau), du ghi ou du yaourt. Ce plat est populaire dans le Maharashtra et le nord du Karnataka, et il est également préparé avec des variations régionales à Goa.
Dans une variante du bhajanee, la farine de tapioca (sabudana) et de rajgira (amarante) est utilisée pour préparer un thalipeeth les jours de jeûne hindou.